# Tata Indigo CS
O Indigo CS é um sedan da Tata Motors baseado no Índigo .